# Гоблин (сериал)
 Тази статия е за корейския сериал.  За митичното създание вижте Гоблин.  
„Гоблин“ (на корейски: 도깨비) е южнокорейски сериал, който се излъчва от 2 декември 2016 г. до 21 януари 2017 г. по tvN.

## Сюжет
Ким Шин е смел, дързък и отдаден на призванието си генерал, когото кралят ненавижда и затова решава да го убие. Но боговете даряват Ким с вечен живот, превръщайки го в Гоблин и защитник на душите. Искайки да сложи край на безсмъртния си живот, Шин търси своята човешка невеста, единственият човек, който може да сложи край на живота му. Междувременно Джи Ън-так е ученичка в гимназията, която остава оптимист, въпреки трагедиите и трудностите, които е преживяла в живота си. Тя случайно призовава гоблина и чрез различни срещи се влюбва в него. Съни е собственик на ресторант, чиято красота е неоспорима. Животът на тези герои се преплита и взима серия от обрати.

## Актьори
- Гонг Ю – Ким Шин / Гоблин
- Ким Го-ън – Джи Ън-так
- И Донг-ук – Уанг Йо / Грим Жътвар
- Ю Ин-на – Съни
- Юк Сонг-дже – Ю Док-хуа

## В България
В България сериалът започва на 21 май 2020 г. по bTV Lady и завършва на 11 юни. На 14 декември започва повторно излъчване и завършва на 4 януари 2021 г. На 21 юни 2021 г. започва отново и завършва на 12 юли. Дублажът е на студио VMS. Ролите се озвучават от Петя Абаджиева, Елена Бойчева, Росен Русев, Светломир Радев и Станислав Димитров.